# Eidgenössische Volksinitiative «für einen wirksamen Schutz der Mutterschaft»
Die eidgenössische Volksinitiative «für einen wirksamen Schutz der Mutterschaft» oder kurz Mutterschutzinitiative wurde am 21. Januar 1980 von der Organisation für die Sache der Frau (OFRA), verschiedenen autonomen Frauengruppen, Gewerkschaften und linken Parteien eingereicht. Die Initiative sah neben einem verlängerten Mutterschaftsurlaub auch einen bezahlten Elternurlaub für Mutter oder Vater vor. 
Die Abstimmung fand am 2. Dezember 1984 statt, Bundesrat und Parlament lehnten die Initiative ab und präsentierten einen indirekten Gegenvorschlag. 

## Vorlage
Der Initiativtext verlange eine Änderung von Art. 34quinquies Abs. 3–8 der Bundesverfassung.

## Abstimmungskampagne

### Befürworter
Die gesamte politische Linke der Schweiz, sowie progressive und feministische Frauenorganisationen unterstützten die Vorlage, welche den Schweizerinnen endlich eine Mutterschaftsversicherung bringen sollte. 

### Gegner
Die wichtigsten bürgerlichen Frauenorganisationen der «alten» Frauenbewegung (insbesondere SKF, BSF und SGF) lehnten die Vorlage deshalb ab, weil Väter ebenfalls in den Genuss des bezahlten Elternschaftsurlaubes gelangen sollten. Ihrer Ansicht nach gehörte die Mutter zum Kind. Sie bezogen sich in ihrer Argumentation auf den Verfassungsauftrag aus dem Jahr 1945, wo dem Bundesrat der Auftrag erteilt worden war, eine Mutterschaftsversicherung einzurichten.

## Abstimmung
An der Volksabstimmung vom 2. Dezember 1984 nahmen 1'552'010 Stimmberechtigte teil, was einer Stimmbeteiligung von 37,63 % entspricht. 
| Ja-Stimmen         | 241'442   | 15,8 % |
| Nein-Stimmen       | 1'288'974 | 84,2 % |
| Annehmende Stände  | 0         |        |
| Verwerfende Stände | 20 6/2    |        |

Die Abstimmung zeigte einen klaren Röstigraben, da in der Deutschschweiz nur die Organisationen der neuen Frauenbewegung, in der Westschweiz hingegen die alte und neue Frauenbewegung die Mutterschaftsversicherung unterstützte.